# Каки, Абубакер
Абубакер Каки Хамис (араб. أبو بكر خميس كاكي‎; род. 21 июня 1989, Эль-Муглад, Западный Кордофан) — суданский легкоатлет, бегун на средние дистанции, который специализировался в беге на 800 метров. 9 марта 2008 года стал самым молодым чемпионом мира в помещении в возрасте 18 лет и 262 дней.
Рекордсмен Судана на дистанциях 800, 1000 и 1500 метров, а также на дистанции 1000 метров в помещении.

## Карьера
Экс-рекордсмен мира среди юниоров на дистанции 800 метров на открытом воздухе, а также действующий рекордсмен мира среди юниоров в беге на 1000 метров в помещении — 2.15,77.
В возрасте 16 лет завоевал бронзу на дистанции 1500 метров на чемпионате мира 2005 года среди юношей в Марракеше.
В возрасте 18 лет выиграл золото на дистанции 800 метров на Всеафриканских играх 2007 года в Алжире.
На Арабских играх 2007 года в Каире стал чемпионом на дистанциях 800 метров (с национальным рекордом 1:43.90) и 1500 метров, а также серебряным призёром в эстафете 4×400 метров.
В марте 2008 года выиграл золото на дистанции 800 метров на чемпионате мира в помещении в Валенсии, в финале на 0,10 сек опередив Мбулаени Мулаудзи.
В июле 2008 года выиграл золото на дистанции 800 метров на юниорском чемпионате мира в Быдгоще.
Знаменосец сборной Судана на церемониях открытия и закрытия летних Олимпийских игр 2008 года. На самих Играх на дистанции 800 метров выбыл на стадии полуфинала, хотя являлся лидером мирового сезона (1:42.69).
На чемпионате мира в помещении 2010 года в Дохе второй раз подряд выиграл золото на дистанции 800 метров, опередив в финале кенийца Боаза Лаланга.
4 июня 2010 года в Осло установил личный и национальный рекорд на дистанции 800 метров — 1:42.23.
На чемпионате мира 2011 года в Тэгу завоевал серебро на дистанции 800 метров, уступив только рекордсмену мира и лидеру мирового сезона Дэвиду Рудише.
В 2008—2012 годах неоднократно побеждал на этапах Золотой лиги и Бриллиантовой лиги IAAF на дистанции 800 метров.
На Олимпийских играх 2012 года занял 7-е место на дистанции 800 метров. В очень скоростном финале кениец Дэвид Рудиша побил мировой рекорд, первым в истории пробежав быстрее 1:41, а все остальные бегуны, кроме Каки, превысили личные рекорды. После 2012 года результаты Каки пошли на спад.
Завершил карьеру в 2016 году в возрасте 27 лет.
12 апреля 2025 года появилась информация, что Каки погиб в результате артиллерийского обстрела Силами быстрого реагирования в ходе битвы за Эль-Фашир во время Гражданской войны в Судане. Однако чекрез несколько дней журналисты сообщили, что Каки жив.

## Достижения
| Год  | Соревнование                 | Город       | Результат | Дистанция        |
| ---- | ---------------------------- | ----------- | --------- | ---------------- |
| 2005 | Чемпионат мира среди юношей  | Марракеш    | 3-е       | 1500 метров      |
| 2006 | Чемпионат мира среди юниоров | Пекин       | 6-е       | 800 метров       |
| 2007 | Всеафриканские игры          | Алжир       | 1-е       | 800 метров       |
| 2008 | Чемпионат мира в помещении   | Валенсия    | 1-е       | 800 метров       |
| 2008 | Чемпионат Африки             | Аддис-Абеба | 2-е       | Эстафета 4 x 400 |
| 2008 | Чемпионат мира среди юниоров | Быдгощ      | 1-е       | 800 метров       |
| 2010 | Чемпионат мира в помещении   | Доха        | 1-е       | 800 метров       |
| 2011 | Чемпионат мира               | Тэгу        | 2-е       | 800 метров       |